# 根纳季·诺维茨基
根纳季·瓦西里耶维奇·诺维茨基（羅馬化：Hienadź Vasilievič Navicki，發音：[ʝeˈnadzʲ naˈvʲitsci]；1949年1月2日—），前任白俄罗斯共和国院议长。
生于莫吉廖夫州。1971年毕业于白俄罗斯理工学院，1988年毕业于苏共中央社会科学院。2003年8月就任，2004年11月再次当选。曾任苏共莫吉廖夫州委建设局局长。1994年任建筑部长。1997年任副总理，2001年任白俄罗斯总理。2003年8月当选共和国院（上院）议长。2004年11月连任。